# フエ
フエ（ベトナム語：Thành phố Huế / 城庯化?  発音）は、ベトナムの中央直轄市（地方自治体）。2024年まではトゥアティエン＝フエ省（ベトナム語：Tỉnh Thừa Thiên-Huế / 省承天-化?）であった。フランス語ではhを発音せず「ユエ」と呼称される。
同市は128kmの海岸線、22,000haの湖、さらに200,000ha以上の森林を持ち北中部の南端に位置している。
同市には世界遺産に登録されている廟・寺院・王宮等多くの文化的構造物が存在し、壮大な景観の順化皇城や堀及び石垣などがある。
2025年1月1日をもって、省全域は中央直轄市のフエ市に改編された。

## 地理
北中部に位置し、東はバクボ湾に、北はクアンチ省に、南はクアンナム省およびダナン市に、西はラオス（サーラワン県、セーコーン県）に接している。世界遺産でもある故都フエ（フエの建造物群）を抱えている（故都は中国の故宮を意識してベトナム人がフエを呼ぶ際の枕詞であり、古都という意味ではない）。

## 歴史
7世紀頃からチャム族のチャンパ王国の中心地の一つウリク州（里州：現クアンビン省、クアンチ省、フエ市）として栄え、1306年にチャンパと大越の政略結婚の花嫁代償として大越陳朝の領土に編入されてホア州（化州）が置かれた。フエという地名はこの「ホア」の訛りといわれる（チャム語起源説もあるが、20世紀中葉までチャム族はフエをウリクと呼んでいた）。17世紀に地方領主の広南阮氏によりトゥアンホア（順化）都城が築かれ、19世紀初頭に最後の王朝となった越南阮朝（広南阮氏の後裔がベトナムを統一して樹立）の都フースアン（富春）京が置かれた。

### インドシナ戦争
多くの宮殿が1947年 - 1948年のフランス再征服軍との戦いで傷つき、1954年以後トゥーズー皇后やベトナム共和国考古院、トゥアティエン省建設司による修復が行われた

### ベトナム戦争
南北ベトナムに分断されていた時は、南ベトナムの北端近くに位置する大学都市として知識人が集った（現在でもフエ大学は7つの単科大学及び高等専門学校からなるマンモス大学である）。フエ旧市内は1968年のテト攻勢の際には激しい戦闘の場所となり、南ベトナム解放民族戦線（主力は北ベトナムの人民軍兵士）による占領中に、多くの保守派知識人、僧侶がここで虐殺され、解放軍の逃走後は逆に容共派知識人や学生活動家が虐殺された。解放軍逃走の際に虐殺を免れて一緒に北ベトナムに逃亡した学生活動家の中から、グエン・ヴァン・メーら今日のフエの有力政治家が輩出した。ベトナム戦争中は多くの宮殿が基本的にずっと半壊状態のまま放棄されていた。
近年修復が目覚しい建造物群の他、宮廷音楽、宮廷料理など無形の文化物が多く存在する。

## 隣接行政区画
- ダナン
- クアンナム省
- セーコーン県
- サーラワン県
- クアンチ省

## 行政区画
21坊・19社がある。
- フォンディエン坊（phường Phong Điền）
- フォンタイ坊（phường Phong Thái）
- フォンジン坊（phường Phong Dinh）
- フォンフー坊（phường Phong Phú）
- フォンクアン坊（phường Phong Quảng）
- フオンチャー坊（phường Hương Trà）
- キムチャー坊（phường Kim Trà）
- キムロン坊（phường Kim Long）
- フオンアン坊（phường Hương An）
- フースアン坊（phường Phú Xuân）
- トゥアンアン坊（phường Thuận An）
- ホアチャウ坊（phường Hóa Châu）
- ミートゥオン坊（phường Mỹ Thượng）
- ヴィーザ坊（phường Vỹ Dạ）
- トゥアンホア坊（phường Thuận Hóa）
- アンキュー坊（phường An Cựu）
- トゥイスアン坊（phường Thủy Xuân）
- タイントゥイ坊（phường Thanh Thủy）
- フオントゥイ坊（phường Hương Thủy）
- フーバイ坊（phường Phú Bài）
- ズオンノー坊（phường Dương Nỗ）
- ダンディエン社（xã Đan Điền）
- クアンディエン社（xã Quảng Điền）
- ビンディエン社（xã Bình Điền）
- フーヴィン社（xã Phú Vinh）
- フーホー社（xã Phú Hồ）
- フーヴァン社（xã Phú Vang）
- ヴィンロック社（xã Vinh Lộc）
- フンロック社（xã Hưng Lộc）
- ロックアン社（xã Lộc An）
- フーロック社（xã Phú Lộc）
- チャンマイ＝ランコー社（xã Chân Mây - Lăng Cô）
- ロンクアン社（xã Long Quảng）
- ナムドン社（xã Nam Đông）
- ケーチェー社（xã Khe Tre）
- アルオイ1社（xã A Lưới 1）
- アルオイ2社（xã A Lưới 2）
- アルオイ3社（xã A Lưới 3）
- アルオイ4社（xã A Lưới 4）
- アルオイ5社（xã A Lưới 5）

2025年までは以下の2区3市社4県に区分される。
区（Quận / 郡）
1. フースアン区（Phú Xuân / 富春）
2. トゥアンホア区（Thuận Hóa / 順化）

市社（Thị xã / 市社）
1. フオントゥイ市社（Hương Thủy / 香水）
2. フオンチャー市社（Hương Trà / 香茶）
3. フォンディエン市社（Phong Điền / 豊田）

県（Huyện / 縣）
1. フーヴァン県（Phú Vang / 富榮）
2. クアンディエン県（Quảng Điền / 廣田）
3. アルオイ県（A Lưới / 阿䋥）
4. フーロック県（Phú Lộc / 富祿）

## 住民

### 民族
キン族、タオイ族、コツ族、ブル族、ホア族。

### 言語
フエ方言の発音は、ダナン方言と同様に声調が極めて曖昧・不明瞭であることで知られ、声調が苦手な外国人にとっては比較的まねしやすいが、一般のベトナム人には異質でわかりにくい方言とされている。

## 交通
- フエ駅
- 東西経済回廊